# Squeeze
Squeeze és un grup musical britànic formada a Londres el 1974. Els dos únics components que romanen des del principi, i també compositors de la majoria de cançons, són Chris Difford i Glenn Tilbrook. Se sol classificar la banda com new wave. A més de Difford i Tilbrook, altres components que han anat passant per la banda són: Jools Holland, Paul Gunn, Gilson Lavis, Harry Kakoulli, John Bentley, Paul Carrack, Don Snow, Keith Wilkinson, Chris Holland, Andy Metcalfe, Matt Irving, Steve Neu, Bruce Hornsby, Carol Isaacs, Pete Thomas, Aimee Mann, Andy Newmark, Kevin Wilkinson, Hilaire Penda, Ashley Soana, Nick Harper, Jim Kimberley, Chris Braid. Entre els que han produït els discs John Cale i Elvis Costello.